# Trabadillo
Trabadillo es una localidad perteneciente al municipio de Tremedal de Tormes, en la provincia de Salamanca, comunidad autónoma de Castilla y León, España. En 2018 contaba con 6 habitantes.